# Tana bojeriana
Tana bojeriana là một loài thực vật có hoa trong họ Hoa tán. Loài này được (Baker) B.-E. van Wyk miêu tả khoa học đầu tiên năm 1999.